# Isaac Jacob Schoenberg
Isaac Jacob Schoenberg (Galaţi, 21 de abril de 1903 — 21 de fevereiro de 1990) foi um matemático romeno.
É conhecido por ter descoberto as splines.
Estudou na Universidade de Iaşi, obtendo o mestrado em 1922. De 1922 a 1925 estudou na Universidade de Berlim e na Universidade de Göttingen, trabalhando com um tópico da teoria analítica dos números sugerido por Issai Schur. Defendeu sua tese na Universidade de Iaşi em 1926. Em Göttingen encontrou Edmund Landau, que organizou uma visita de Schoenberg à Universidade Hebraica de Jerusalém, em 1928. Durante esta visita Schoenberg iniciou seu influente trabalho sobre matrizes totalmente positivas e transformações lineares com variação decrescente. Em 1930 retornou de Jerusalém e casou com Charlotte, irmã de Landau, em Berlim.
Em 1930 recebeu uma bolsa Rockefeller, possibilitando-o ir para os Estados Unidos, tendo visitado a Universidade de Chicago, Universidade Harvard e Instituto de Estudos Avançados de Princeton. Em 1935 lecionou no Swarthmore College e no Colby College. Em 1941 foi indicado professor da Universidade da Pensilvânia. De 1943 a 1945 foi liberado da Universidade da Pensilvânia para realizar trabalho de guerra como matemático no Aberdeen Proving Ground. Foi durante este tempo que ele iniciou o trabalho pelo qual é mais conhecido, a teoria das splines.
Em 1966 foi para a Universidade do Wisconsin-Madison, onde se tornou membro do Centro de Pesquisas Matemáticas. Lá permaneceu até aposentar-se em 1973.

## Publicações
- Schoenberg, Contributions to the problem of approximation of equidistant data by analytic functions, Quart. Appl. Math., vol. 4, pp. 45–99 and 112–141, 1946.